# Cártel Independiente de Acapulco
El Cártel Independiente de Acapulco (conocido también como Cartel Independiente) es una organización criminal mexicana fundada en el año 2012 por José Alberto Quiroz Pérez, oriundo de la localidad guerrerense de Acapulco, así como por José Leopoldo Buendía Domínguez "El Chilango" y Javier Muñoz "El Cholo", siendo una extensión del abatido cartel de Los Negros.

## Contexto e historia
Sus principales actividades eran el narcotráfico y el secuestro, pero principalmente la trata de blancas llevando mujeres adolescentes al mercado de Europa, el lavado de dinero (operaban algunos hoteles 5 estrellas en las zonas costeras), la extorsión y el narcomenudeo. Sus operaciones criminales se extendían en hoteles, cabarets, discotecas y centros de prostitución. Con la captura de sus líderes en un operativo hecho en 2012 el cartel queda debilitado, quedando como su último líder Armando Romero Pastrana, quien es capturado en Nayarit junto a 4 personas más en 2016.
El CIDA llevaría gestándose al menos ocho años, después de la caída del Cártel de los Beltrán Leyva que controlaban la zona. Algunos reportes aseguran que fue en 2012 que fue constituido por José Alberto Quiroz Pérez, así como por José Leopoldo Buendía Domínguez "El Chilango" y por Javier Muñoz "El Cholo", siendo una extensión del abatido cartel de "Los Negros", y mientras en un principio fueron financiados por "Los Zetas", pero luego escindieron e iniciaron actividades de manera autónoma. En 2011 el testigo "Némesis" (apodo que le dio la PGR a José Jorge Balderas Garza "El JJ"), afirmó que después de la detención del capo Édgar Valdez Villarreal "La Barbie", en ese mismo mes, la estructura que dejó en manos de su suegro Carlos Montemayor "El Charro" se fracturó, debido a que los operadores de Acapulco decidieron no asumir el mando y conformaron el CIDA, reportó en ese momento Proceso. Años después sería arrestado "El Flakiman", presunto jefe de sicarios del cártel y uno de los mayores generadores de violencia en la región. Siendo oficial esta escisión a mediados del 2012, cuando colgaron varias mantas nombrando el nuevo cartel como "Cártel Independiente de Acapulco".

### Arrestos importantes
El 4 de junio del 2015 fue arrestado Carlos Sánchez Villafuerte y/o Ulises Hernández Ramírez, presunto operador financiero del Cártel Independiente de Acapulco (CIDA), por elementos del Guardia Nacional, registrándose en una colonia Centro del puerto de Acapulco, Guerrero.
No fue hasta el 21 de julio del 2022 cuando Arturo Zerecero Velo, alías “El Apá” o “El Ronco”, detenido en la ciudad de Puebla. "El Apa" es señalado de ser responsable de la elaboración y distribución de drogas sintéticas en el centro del país, además del homicidio de un elemento de la Guardia Nacional en Iztapalapa de Cuitláhuac, a finales de diciembre de 2021.
El 4 de agosto de 2023, es detenida María Albina "N" madre de Omar Francisco “N”, alias “Franky”, líder del Cártel Independiente de Acapulco (CIDA), lo que derivó en una serie de bloqueos y quema de vehículos en varias partes de la ciudad.

## Actividades
El 11 de enero del 2015 Víctor Noel Piza Nogueda alias "El Canario" fue arrestado por elementos de la Policía Federal El 3 de abril  del 2019 una cara cercenada fue hallada junto a varios carteles que incluían amenazas al "Mencho", líder del Cártel de Jalisco Nueva Generación, y a otras células delictivas que tendrían el control de robos, extorsiones y secuestros en la zona, esto en la ciudad de Acapulco. La bolsa con el rostro fue encontrada en la calle 14, entre la avenida El Veladero y las calles 4 y 6 de la colonia Emiliano Zapata de Acapulco, según se indicó a metros de la terminal de camiones.
El 9 de abril, miembros del grupo se graban mientras un convoy que le declara la guerra al Cártel Jalisco Nueva Generación en el estado de Guerrero y muestran sus armas largas, esto en el municipio de Tangancícuaro, en el estado de Michoacán. En un reporte hecho por la Secretaría de Seguridad Pública del estado de Guerrero, reveló que cerca de 16 células y brazos armados pertenecientes a carteles como el Cártel de Jalisco Nueva Generación o la La Familia Michoacana se diputaban la ciudad y municipio de Acapulco de Juárez, siendo el Cártel Independiente uno de los grupos armados más dominantes de la región, una lucha encarnisada que ha dejado 1,300 muertos en la ciudad, (cifras del Secretariado Ejecutivo del Sistema Nacional de Seguridad Pública). El 10 de abril del 2019 miembros del cártel incediaron a cuatro autobuses pertenecientes al transporte público de la ciudad de Acapulco.
Después del paso del Huracán Otis en la ciudad de Acapulco, que dejó la con graves daños a la infraestructura y cientos de viviendas afectadas, miembros del cártel han entregado despensas y ayuda económica a algunas colonias gravemente afectadas. Autoridades alertaron de que este escenario sería aprovechado por las organizaciones criminales para nutrir sus filas, aprovechando la incapacidad del gobierno estatal y federal de proporcionar la ayuda y auxilio a las zonas afectadas.
Según el sitio InSight Crime, este cártel y los demás aprovecharían los recursos destinados a la reconstrucción de la ciudad, resaltando los nexos existentes entre criminales, políticos y el sector de la construcción, mencionando una situación similar ocurrida durante la pandemia de Covid-19, donde grupos criminales aprovecharon para entregar víveres y ayuda económica a poblados afectados por la cuarentena.

## Rangos
Rangos y puestos que tenían sus miembros en posición descendiente:
- Orejas: Civiles afiliados al cartel, a cambio de protección o trabajo asalariado, proporcionan información, colaboración y aviso al cartel. Principalmente son campesinos y comerciantes.
- Guachos: Civiles en su mayoría adolescentes (técnicamente sicarios), encargados en el narco-menudeo y la búsqueda de negocios. Armados con armas blancas y pistolas, también hostigan a la población civil y a las fuerzas armadas.
- Conectes: Civiles de alto rango. En su mayoría empresarios y políticos.
- Veteranos: Exmilitares y expolicías de rango menor. Son cabecillas de células, armados con armas largas, brindan protección condicional a civiles, se encargan de dirigir y asesorar a los guachos.
- Padrinos: Líderes del cartel, exmilitares en su mayoría provenientes de las GAFES y otras fuerzas de élite mexicanas. Algunos entrenados en centros como la Escuela de las Américas. Se dedican a dirigir al cartel, así como de sus acciones, finanzas y negocios.

## Plazas y relación con otras organizaciones
Las fuerzas del Cártel de Acapulco operaron principalmente en la zona costera de Guerrero, parte de Oaxaca, Michoacán y Morelos. 
Había disputas con Los Templarios por el control de Tierra Caliente, tuvieron en su momento soporte y financiamiento por parte de Los Zetas. Tenían relaciones con la Mara Salvatrucha de Centroamérica, con los cuales negociaban en la trata de blancas y ejercían reclutamientos.
En julio de 2018 se llevó a cabo la detención de dos presuntos operadores del CIDA, lo que desató una ola de violencia y señalamientos de presuntos nexos del gobernador priista Héctor Astudillo Flores y el jefe policíaco de la Fiscalía General del Estado (FGE), Esteban Maldonado Palacios, con el narco. Agentes estatales realizaron un operativo en la zona poniente de Acapulco y detuvieron a dos jóvenes identificados como Bani El Samuel, de 20 años, y Luis Fernando "El Chilango", de 21, cuando se desplazaban a bordo de un auto compacto sobre la calle Gran Vía Tropical del fraccionamiento Las Playas, en las inmediaciones del balneario de Caleta, y portaban medio centenar de dosis de cocaína y cristal, indicaron reportes policíacos.